# Col du Moulin-à-Vent
Le col du Moulin-à-Vent est un col routier du Massif central, situé dans le département français de l'Ardèche à 8 km au nord de Privas. Son altitude est de 592 mètres.

## Géographie
Le col est situé dans les monts du Vivarais, dans la commune de Lyas à l'ouest du territoire communal sur la route départementale 2.

## Histoire
De la barytine a été extraite à proximité.

## Activités

### Cyclisme
Le col a été emprunté lors de la 2e étape du Critérium du Dauphiné 2010 et lors de la 7e étape du Tour cycliste féminin international de l'Ardèche 2023.

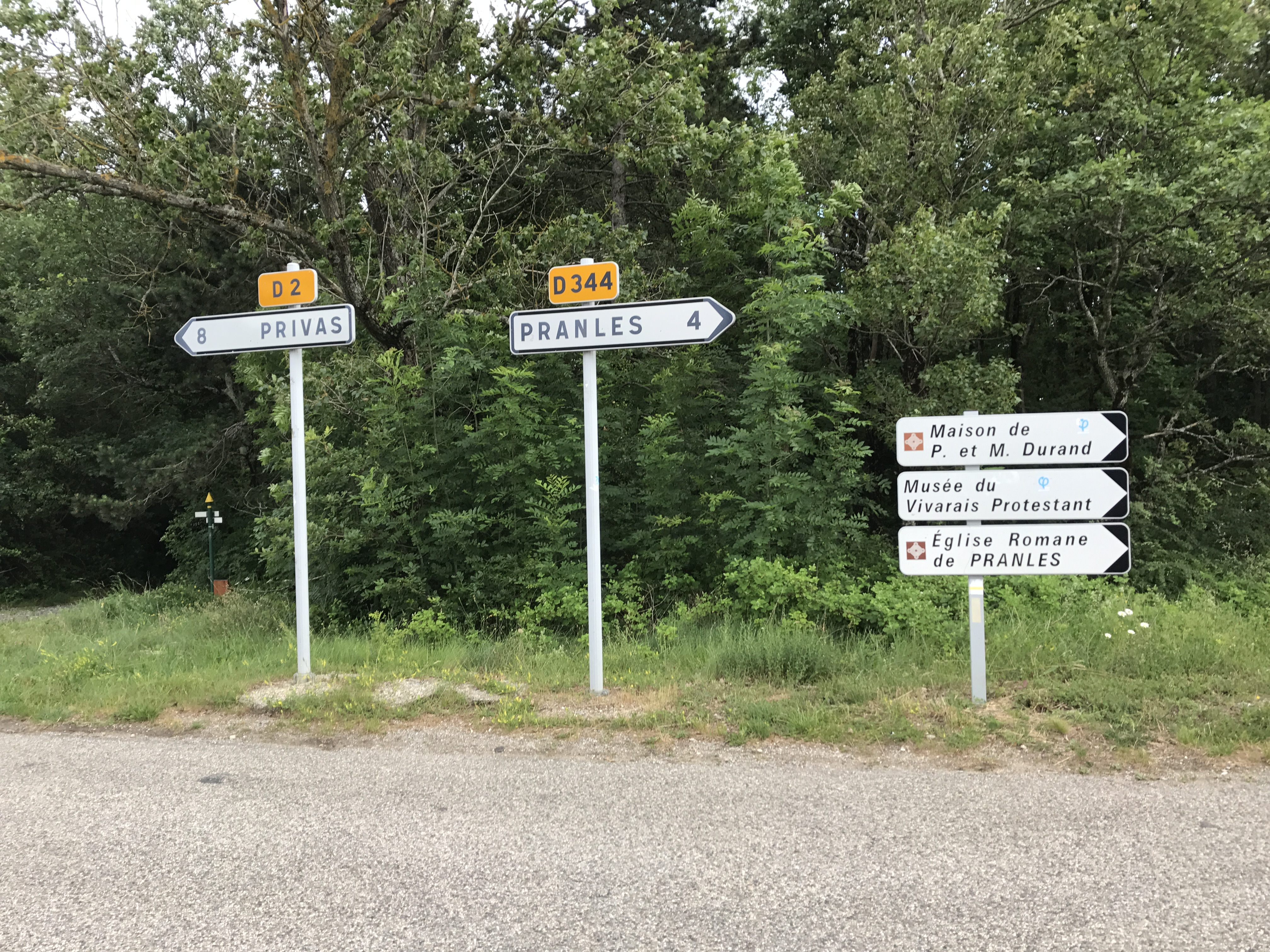
Signalétique au col.
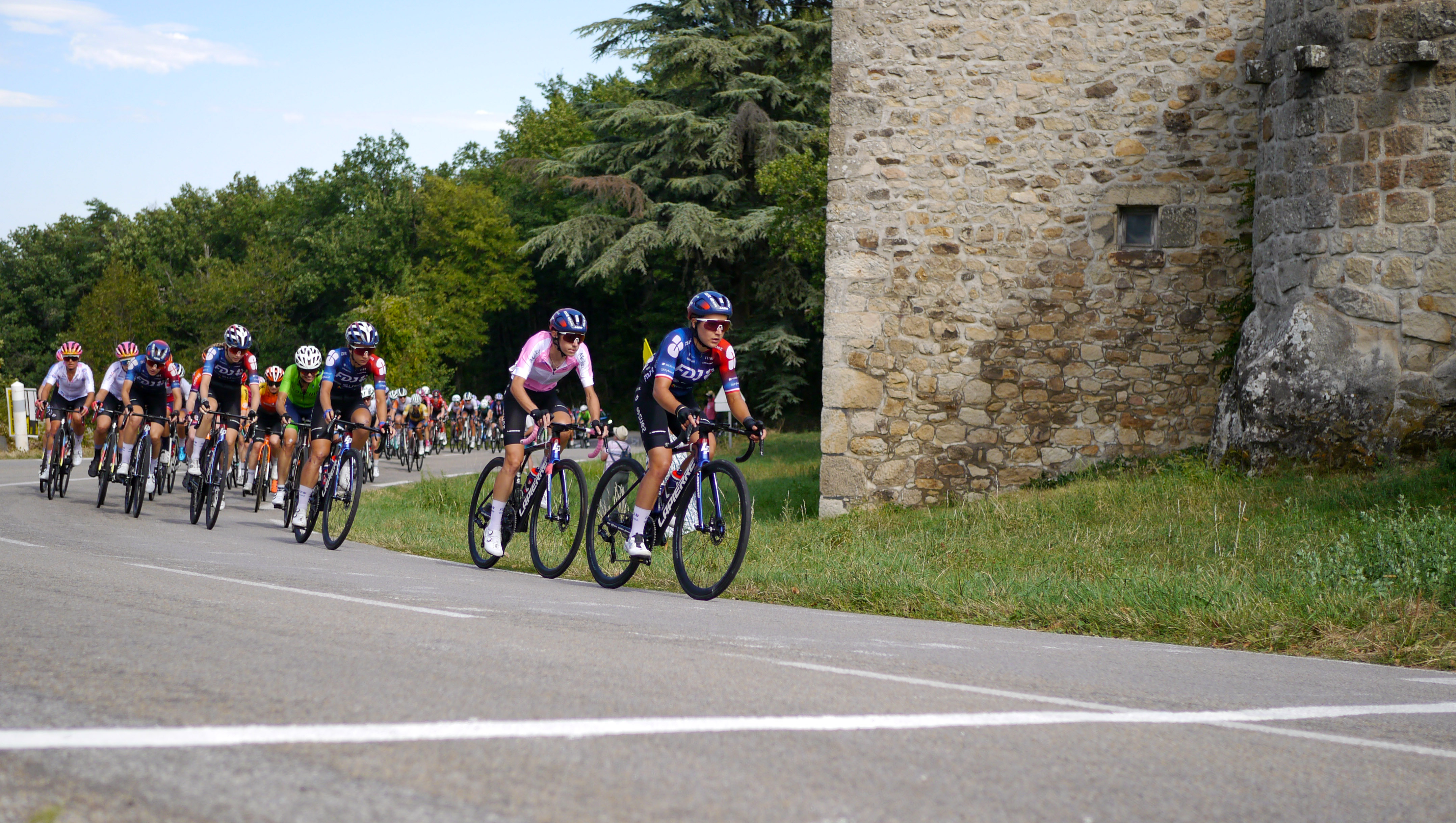
Passage au col du Tour féminin de l'Ardèche 2023.